# Liste des médaillées aux championnats du monde de gymnastique rythmique - Corde
| Édition | Lieu                | Or                                            | Argent                                                                     | Bronze                                                                     |
| ------- | ------------------- | --------------------------------------------- | -------------------------------------------------------------------------- | -------------------------------------------------------------------------- |
| 1963    | Budapest            | pas d'épreuve à la corde                      | pas d'épreuve à la corde                                                   | pas d'épreuve à la corde                                                   |
| 1965    | Prague              | pas d'épreuve à la corde                      | pas d'épreuve à la corde                                                   | pas d'épreuve à la corde                                                   |
| 1967    | Copenhague          | Hana Sitnianská (CZE)                         | Elena Karpouchina (URS)                                                    | Ute Lehmann (GER)                                                          |
| 1969    | Varna               | Galima Chougourova (URS)                      | Maria Gigova (BUL)                                                         | Neshka Robeva (BUL) Lioubov Sereda (URS)                                   |
| 1971    | La Havane           | Maria Gigova (BUL)                            | Neshka Robeva (BUL)                                                        | Krassimira Filipova (URS) Elena Karpouchina (URS) Alfia Nazmutdinova (URS) |
| 1973    | Rotterdam           | pas d'épreuve à la corde                      | pas d'épreuve à la corde                                                   | pas d'épreuve à la corde                                                   |
| 1975    | Madrid              | pas d'épreuve à la corde                      | pas d'épreuve à la corde                                                   | pas d'épreuve à la corde                                                   |
| 1977    | Bâle                | Galima Chougourova (URS)                      | Zuzana Záveská (CZE)                                                       | Iveta Havličková (CZE)                                                     |
| 1979    | Londres             | Kristina Guiourova (BUL)                      | Elena Tomas (URS)                                                          | Iveta Havličková (CZE) Zuzana Záveská (CZE)                                |
| 1981    | Munich              | Lilia Ignatova (BUL)                          | Anelia Ralenkova (BUL)                                                     | Iliana Raeva (BUL)                                                         |
| 1983    | Strasbourg          | pas d'épreuve à la corde                      | pas d'épreuve à la corde                                                   | pas d'épreuve à la corde                                                   |
| 1985    | Valladolid          | Diliana Guerguieva (BUL)                      | Marina Lobatch (URS)                                                       | Lilia Ignatova (BUL)                                                       |
| 1987    | Varna               | Adriana Dunavska (BUL) Bianka Panova (BUL)    | -                                                                          | Anna Kotchneva (URS) Marina Lobatch (URS)                                  |
| 1989    | Sarajevo            | Bianka Panova (BUL)                           | Oleksandra Tymoshenko (URS)                                                | Oxana Skaldina (URS)                                                       |
| 1991    | Athènes             | Oleksandra Tymoshenko (URS)                   | Kristina Chekerova (BUL)                                                   | Oxana Skaldina (URS)                                                       |
| 1992    | Bruxelles           | Larissa Lioukianenko (BLR)                    | Oksana Kostina (RUS)                                                       | Irina Deleanu (ROU)                                                        |
| 1993    | Alicante            | Ekaterina Serebrianskaya (UKR)                | Julia Rosliakova (RUS)                                                     | Julia Baicheva (BUL)                                                       |
| 1994    | Paris               | pas d'épreuve à la corde                      | pas d'épreuve à la corde                                                   | pas d'épreuve à la corde                                                   |
| 1995    | Vienne              | Larissa Loukianenko (BLR)                     | Maria Petrova (BUL) Ekaterina Serebrianskaya (UKR) Elena Vitrichenko (UKR) | -                                                                          |
| 1996    | Budapest            | Larissa Loukianenko (BLR)                     | Ekaterina Serebrianskaya (UKR)                                             | Diana Popova (BUL)                                                         |
| 1997    | Berlin              | Yana Batyrchina (RUS) Elena Vitrichenko (UKR) | -                                                                          | Natalia Lipkovskaya (RUS)                                                  |
| 1998    | Séville             | pas de concours individuel                    | pas de concours individuel                                                 | pas de concours individuel                                                 |
| 1999    | Osaka               | Elena Vitrichenko (UKR)                       | Alina Kabaeva (RUS)                                                        | Ioulia Barsoukova (RUS)                                                    |
| 2001    | Madrid              | Tamara Yerofeeva (UKR)                        | Simona Peïcheva (BUL)                                                      | Anna Bessonova (UKR)                                                       |
| 2002    | La Nouvelle-Orléans | pas de concours individuel                    | pas de concours individuel                                                 | pas de concours individuel                                                 |
| 2003    | Budapest            | pas d'épreuve à la corde                      | pas d'épreuve à la corde                                                   | pas d'épreuve à la corde                                                   |
| 2005    | Bakou               | Olga Kapranova (RUS)                          | Anna Bessonova (UKR)                                                       | Irina Tchachina (RUS)                                                      |
| 2007    | Patras              | Vera Sessina (RUS)                            | Olga Kapranova (RUS)                                                       | Inna Zhukova (BLR)                                                         |
| 2009    | Ise                 | Evgenia Kanaeva (RUS)                         | Daria Kondakova (RUS)                                                      | Anna Bessonova (UKR)                                                       |
| 2010    | Moscou              | Daria Kondakova (RUS)                         | Evgenia Kanaeva (RUS)                                                      | Melitina Staniouta (BLR)                                                   |
| 2011    | Montpellier         | pas d'épreuve à la corde                      | pas d'épreuve à la corde                                                   | pas d'épreuve à la corde                                                   |
| 2013    | Kiev                | pas d'épreuve à la corde                      | pas d'épreuve à la corde                                                   | pas d'épreuve à la corde                                                   |
| 2014    | Izmir               | pas d'épreuve à la corde                      | pas d'épreuve à la corde                                                   | pas d'épreuve à la corde                                                   |
| 2015    | Stuttgart           | pas d'épreuve à la corde                      | pas d'épreuve à la corde                                                   | pas d'épreuve à la corde                                                   |
| 2017    | Pesaro              | pas d'épreuve à la corde                      | pas d'épreuve à la corde                                                   | pas d'épreuve à la corde                                                   |
| 2018    | Sofia               | pas d'épreuve à la corde                      | pas d'épreuve à la corde                                                   | pas d'épreuve à la corde                                                   |
| 2019    | Bakou               | pas d'épreuve à la corde                      | pas d'épreuve à la corde                                                   | pas d'épreuve à la corde                                                   |